# 上天草市立中南小学校江後分校
上天草市立中南小学校江後分校（かみあまくさしりつ なかみなみしょうがっこうえごぶんこう）は、かつて熊本県上天草市大矢野町中に存在した上天草市立中南小学校の分校である。

## 沿革
- 1933年（昭和8年）8月31日 - 柳浦尋常高等小学校江後分教場設置
- 1941年（昭和16年）4月1日 - 中村南国民学校江後分校と改称
- 1947年（昭和22年）4月1日 - 中村立中南小学校江後分校と改称
- 1954年（昭和29年）4月1日 - 大矢野町立中南小学校江後分校と改称
- 2004年（平成16年）- 上天草市立中南小学校江後分校と改称
- 2008年（平成20年）- 閉校